# Tomasz Stankiewicz
Tomasz Stankiewicz (Varsòvia, 28 de desembre de 1902 - Palmiry, 21 de juny de 1940) va ser un ciclista polonès que va prendre part en els Jocs Olímpics de París de 1924. Es dedicà al ciclisme en pista.
En aquests Jocs va participar en la prova de persecució per equips, fent equip amb Franciszek Szymczyk, Józef Lange i Jan Lazarski, guanyant la medalla de plata, per darrere l'equip italià.
Morí el 1940, executat pels nazis, als afores de Palmiry.

## Palmarès
- 1923
  -  Campió de Polònia de velocitat
- 1924
  -  Medalla de plata als Jocs Olímpics de París en persecució per equips